# Davide Chiumiento
Davide Chiumiento (ur. 22 listopada 1984 w Heiden) – szwajcarski piłkarz grający na pozycji ofensywnego pomocnika w FC Zürich. Wychowany w juniorskich zespołach Juventusu. Ponieważ nie potrafił się przebić do pierwszego składu był wypożyczany.